# Pseudopoda triangula
Espèce
Pseudopoda triangula est une espèce d'araignées aranéomorphes de la famille des Sparassidae.

## Distribution
Cette espèce est endémique du Yunnan en Chine,. Elle se rencontre dans le xian de Tengchong.

## Description
Le mâle holotype mesure 4,75 mm et la femelle paratype 7,04 mm, les mâles mesurent de 4,70 à 4,75 mm et les femelles de 6,32 à 7,04 mm.

## Systématique et taxinomie
Cette espèce a été décrite par Zhang, Zhang et Zhang en 2013.

## Publication originale
- Zhang, Zhang & Zhang, 2013 : « Four new species of the genus Pseudopoda Jäger, 2000 (Araneae, Sparassidae) from Yunnan province, China. » Zootaxa, no 3702, p. 273-287.